# Angongwi
Angongwi är ett periodiskt vattendrag i Ghana. Det ligger i den sydöstra delen av landet, 100 km nordost om huvudstaden Accra.